# Pointe de Bellevue
Pointe de Bellevue är en bergstopp i Schweiz.   Den ligger i distriktet Monthey och kantonen Valais, i den sydvästra delen av landet, 90 km sydväst om huvudstaden Bern. Toppen på Pointe de Bellevue är 2 042 meter över havet, eller 352 meter över den omgivande terrängen. Bredden vid basen är 3,7 km.
Terrängen runt Pointe de Bellevue är varierad. Närmaste större samhälle är Montreux, 19,5 km norr om Pointe de Bellevue. 
I omgivningarna runt Pointe de Bellevue växer i huvudsak blandskog. Runt Pointe de Bellevue är det tätbefolkat, med 297 invånare per kvadratkilometer.